# Copris caelatus
Copris caelatus là một loài bọ cánh cứng trong họ Bọ hung (Scarabaeidae).